# Jett Jackson: The Movie
Jett Jackson: The Movie (titulada Jett Jackson: La película en Hispanoamérica y Su mejor amigo en España) es una Película Original de Disney Channel basada en la Serie Original de Disney Channel The Famous Jett Jackson. Fue transmitida por primera vez en Estados Unidos el 8 de junio de 2001, por Disney Channel. Fue dirigida por Shawn Levy y protagonizada por Lee Thompson Young, Lindy Booth, Nigel Shawn Williams y Ryan Sommers Baum.

## Reparto
- Lee Thompson Young - Jett Jackson/Silverstone
- Michael Ironside - Dr. Kragg
- Lindy Booth - Riley Grant/Hawk
- Dan Petronijevic - Tank Wilson
- Nigel Shawn Williams - Nigel Essex/Artemus
- Ryan Sommers Baum - JB Halliburton
- Kerry Duff - Kayla West
- Montrose Hagins - Miz Coretta
- Gordon Greene - Alguacil Wood Jackson
- Melanie Nicholls-King - Jules Jackson
- Jeffrey Douglas - Cubby
- Robert Bockstael - Sr. Dupree
- Tony Munch - The Rat
- Andrew Tarbet - Diputado Booker Murray
- Vincent Corazza - Plunkett